# Welland, Australien
Welland är en ort i Australien. Den ligger i regionen Charles Sturt och delstaten South Australia, nära delstatshuvudstaden Adelaide. Antalet invånare är 914.
Runt Welland är det mycket tätbefolkat, med 1 517 invånare per kvadratkilometer.. Närmaste större samhälle är Adelaide, nära Welland.
Runt Welland är det i huvudsak tätbebyggt. Genomsnittlig årsnederbörd är 593 millimeter. Den regnigaste månaden är juli, med i genomsnitt 95 mm nederbörd, och den torraste är december, med 13 mm nederbörd.